# Mónaco en los Juegos Olímpicos de Atenas 2004
Mónaco estuvo representado en los Juegos Olímpicos de Atenas 2004 por tres deportistas, dos hombres y una mujer, que compitieron en tres deportes.
El portador de la bandera en la ceremonia de apertura fue el atleta Sébastien Gattuso. El equipo olímpico monegasco no obtuvo ninguna medalla en estos Juegos.